# Osceola, Missouri
Osceola är administrativ huvudort i St. Clair County i Missouri. Orten fick sitt namn efter seminolehövdingen Osceola.